# Округ Стантон (Канзас)
Округ Стантон (енгл. Stanton County) је округ у америчкој савезној држави Канзас. По попису из 2010. године број становника је 2.235. Седиште округа је град Џонсон Сити.

## Демографија
Према попису становништва из 2010. у округу је живело 2.235 становника, што је 171 (7,1%) становника мање него 2000. године.
| Група             | 2000.         | 2010.         |
| Белци             | 1.780 (74,0%) | 1.351 (60,4%) |
| Афроамериканци    | 15 (0,6%)     | 13 (0,6%)     |
| Азијати           | 4 (0,2%)      | 3 (0,1%)      |
| Хиспаноамериканци | 570 (23,7%)   | 828 (37,0%)   |
| Укупно            | 2.406         | 2.235         |